# تیریپ جرسیه
تیریپ جرسیه(به انگلیسی: It's Jersy Thing) نهمین قسمت از فصل چهاردهم سریال کارتونی آمریکایی ساوت پارک، و به طور کلی دویست و چهارمین قسمت پخش شده از این مجموعه است. این قسمت در تاریخ سیزدهم اکتبر سال ۲۰۱۰ از شبکه کابلی کمدی سنترال به نمایش درآمد.

این قسمت از سری درباره هجوم جرسی‌گرایان است که بر پایه دو مجموعه تلویزیونی ساحل جرسی و کدبانوان حقیقی نیوجرسی ساخته شده است. تمسخر برنامه تلویزیونی جرزیلیشس نیز در صحنه سالن آرایش به چشم می‌خورد. همچنین حضور مجدد اسامه بن لادن نیز در این قسمت جالب توجه است.

## خلاصه
نیوجرسی در حال غلبه فرهنگی بر کل کشور آمریکا است و ایالت‌ها را یکی پس از دیگری درمی‌نوردد و مقصد بعدی‌اش شهر کوچک ساوت پارک است.اهالی جرسی خلقیات خاصی دارند که شامل فحاشی و پوشیدن لباس‌های ناجور است و همیشه می‌گویند این «تریپ جرسیه». هنگامی که جرسی‌گراها وارد کلورادو شده و به سمت ساوت پارک حرکت می‌کنند، رندی، پدر استن، به همراه بچه‌ها جانانه در مقابل آن‌ها مقاومت می‌کند از طرفی یکی از چهار شخصیت اصلی داستان(کایل) متوجه می‌شود که اصلیتش جرسی است. و پدر استن با فرستادن نوار ویدئویی شوهای جرسی به اسامه بن لادن از وی کمک می‌گیرد و او هم با چند هواپیما به تمام اهالی جرسی که در حال حمله به ساوت پارک هستند غائله را ختم می‌دهد.در انتها به هنگام قدردانی توسط ارتش آمریکا کشته می‌شود.